# Euonymus serratifolius
Euonymus serratifolius är en benvedsväxtart som beskrevs av Richard Henry Beddome. Euonymus serratifolius ingår i släktet Euonymus och familjen Celastraceae. Inga underarter finns listade.